# 纳福街道
纳福街道，是中华人民共和国贵州省黔西南布依族苗族自治州册亨县下辖的一个街道办事处。
2016年1月14日，贵州省人民政府批复同意册亨县部分乡镇行政区划调整，撤销者楼镇建制，新设置的纳福街道辖原者楼镇红旗村、册阳村、者孟村、秧庆村，街道办事处驻红旗村。

## 行政区划
纳福街道下辖以下地区：
红旗村、者孟村、秧庆村和册阳村。